# Barndomsamnesi
Barndomsamnesi innebär att majoriteten av alla vuxna människor inte förmår minnas upplevelser de erfarit före treårsåldern. Vissa kan minnas upplevelser från treårsåldern men glömmer dessa i tonåren.